# Thliptoceras caradjai
Thliptoceras caradjai is een vlinder uit de familie van de grasmotten (Crambidae). De wetenschappelijke naam van de soort is voor het eerst geldig gepubliceerd in 1968 door Eugene Gordon Munroe & Akira Mutuura.

## Type
- holotype: "male. 1933. leg. H. Höne"
- instituut: ZFMK, Bonn, Duitsland
- typelocatie: "China, Kiangsu, Lungtan near Nanking"